# Unterhaltungssoftware Selbstkontrolle
Unterhaltungssoftware Selbstkontrolle (abreviat USK) este o organizație germană care se ocupă cu clasificarea jocurilor video în funcție de vârstă.

## Rating-uri
USK are cinci categorii de vârstă.
|  |  |  |  |  |